# Джексон, Кристофер
Кристофер Джексон (англ. Christopher Jackson; 25 октября 1996, Монровия) — либерийский футболист, нападающий.

## Карьера
Воспитанник школы «Манчестер Сити» в Либерии. Свою взрослую карьеру начинал в своей стране. В 2017 году нападающий в составе клуба «ЛИСЦР» стал чемпионом страны. Нападающий должен был готовиться к участию в африканской Лиге чемпионов, однако в январе 2018 года он уехал на просмотр в белорусскую команду «Шахтёр» (Солигорск). Вскоре нападающий подписал контракт с ней, а «ЛИСЦР» отпустил его туда бесплатно.

## Сборная
За сборную Либерии Кристофер Джексон дебютировал 6 мая 2017 года в товарищеском матче против Сьерра-Леоне. В нём либерийцы победили со счетом 1:0, а Джексон забил единственный гол в поединке.

## Достижения
- Чемпион Либерии (1): 2016/17.